# ترافيس براون (دراج)
ترافيس براون (بالإنجليزية: Travis Brown)‏ هو دراج أمريكي، ولد في 7 أغسطس 1969.

## وصلات خارجية
- ترافيس براون على موقع أرشيف الدراجات (الإنجليزية)
- ترافيس براون على موقع أوليمبيديا (الإنجليزية)